# Índice de claridad
En astronomía, una forma particularmente conveniente de caracterizar un año solar es mediante el llamado índice de claridad (KTa), definido como la relación entre la irradiación anual sobre una superficie horizontal situada en la Tierra y la irradiación anual sobre una superficie horizontal situada fuera de la atmósfera:
Este parámetro, propuesto originariamente por Liu y Jordan, mide la transparencia de la atmósfera, y en él se apoyan la mayoría de los métodos para estimar la radiación sobre superficies inclinadas. El valor promedio de irradiación anual extra-atmosférica diaria horizontal para la latitud de Madrid (España) es de 7.738 Wh/m².